# Georgi Schennikov
Bản mẫu:Eastern Slavic name
Georgi Mikhaylovich Shchennikov (tiếng Nga: Георгий Михайлович Щенников; sinh ngày 27 tháng 4 năm 1991) là một cầu thủ bóng đá người Nga thi đấu ở vị trí tiền vệ phòng ngự trái hay hậu vệ trái cho P.F.K. CSKA Moskva. Anh cũng thi đấu cho đội tuyển quốc gia Nga. Anh là con trai của the tuyển thủ đua xe Olympic Mikhail Shchennikov.

## Sự nghiệp câu lạc bộ

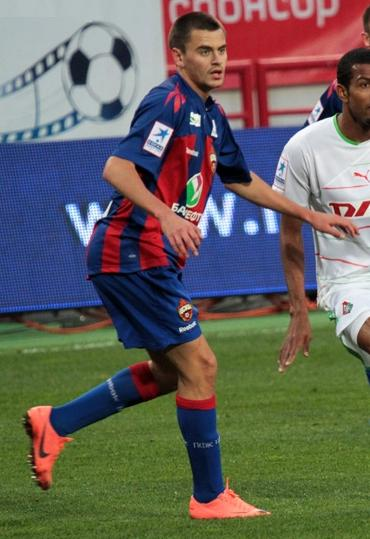
Shchennikov thi đấu cho CSKA Moskva năm 2012

Anh có màn ra mắt cho đội một trong trận đấu tại Cúp quốc gia Nga trước F.K. Torpedo Vladimir ngày 6 tháng 8 năm 2008. Anh vào sân với tư cách dự bị trong trận đấu tại UEFA Cup trước Deportivo La Coruña ngày 24 tháng 10 năm 2008, đánh dấu sự ra mắt ở giải đấu châu Âu trước khi thi đấu ở giải quốc gia. Anh là một trong 50 đề cử của danh hiệu Cậu bé vàng 2015, nhưng không nằm trong danh sách cuối cùng.

## Thống kê sự nghiệp
Tính đến trận đấu diễn ra ngày 8 tháng 12 năm 2018
| Câu lạc bộ         | Mùa giải  | Giải vô địch   | Giải vô địch | Giải vô địch | Cúp  | Cúp | Châu lục | Châu lục | Khác | Khác | Tổng cộng | Tổng cộng |
| Câu lạc bộ         | Mùa giải  | Hạng đấu       | Trận         | Bàn          | Trận | Bàn | Trận     | Bàn      | Trận | Bàn  | Trận      | Bàn       |
| ------------------ | --------- | -------------- | ------------ | ------------ | ---- | --- | -------- | -------- | ---- | ---- | --------- | --------- |
| P.F.K. CSKA Moskva | 2008      | Premier League | 0            | 0            | 1    | 0   | 2        | 0        | 1    | 0    | 4         | 0         |
| P.F.K. CSKA Moskva | 2009      | Premier League | 25           | 0            | 4    | 0   | 10       | 0        | 1    | 0    | 40        | 0         |
| P.F.K. CSKA Moskva | 2010      | Premier League | 25           | 0            | 1    | 0   | 11       | 0        | 1    | 0    | 38        | 0         |
| P.F.K. CSKA Moskva | 2011–12   | Premier League | 21           | 0            | 1    | 0   | 9        | 0        | 1    | 0    | 32        | 0         |
| P.F.K. CSKA Moskva | 2012–13   | Premier League | 18           | 0            | 3    | 0   | 1        | 0        | –    | –    | 22        | 0         |
| P.F.K. CSKA Moskva | 2013–14   | Premier League | 28           | 0            | 4    | 1   | 6        | 0        | 1    | 0    | 39        | 1         |
| P.F.K. CSKA Moskva | 2014–15   | Premier League | 12           | 0            | 2    | 0   | 5        | 0        | –    | –    | 19        | 0         |
| P.F.K. CSKA Moskva | 2015–16   | Premier League | 19           | 0            | 1    | 0   | 6        | 0        | –    | –    | 26        | 0         |
| P.F.K. CSKA Moskva | 2016–17   | Premier League | 25           | 0            | 0    | 0   | 6        | 0        | 1    | 0    | 32        | 0         |
| P.F.K. CSKA Moskva | 2017–18   | Premier League | 19           | 3            | 0    | 0   | 11       | 2        | –    | –    | 30        | 5         |
| P.F.K. CSKA Moskva | 2018–19   | Premier League | 8            | 1            | 0    | 0   | 2        | 0        | 1    | 0    | 11        | 1         |
| P.F.K. CSKA Moskva | Tổng cộng | Tổng cộng      | 200          | 4            | 17   | 1   | 69       | 2        | 7    | 0    | 293       | 7         |

1. 1 2 3 4 5 6 7  Siêu cúp bóng đá Nga

## Sự nghiệp quốc tế
Shchennikov là một phần của U-21 Nga tham dự Vòng loại giải vô địch bóng đá U-21 châu Âu 2011. Anh có 19 lần ra sân cho U-21 Nga.
Anh ra mắt tại đội tuyển quốc gia vào ngày 15 tháng 8 năm 2012 trong trận giao hữu với Bờ Biển Ngà. Vào ngày 2 tháng 6 năm 2014, anh có tên trong đội hình của Nga tham gia Giải vô địch bóng đá thế giới 2014.

## Danh hiệu

### Câu lạc bộ
CSKA Moskva
- Giải bóng đá ngoại hạng Nga (2): 2012–13, 2013–14
- Cúp quốc gia Nga (3): 2008–09, 2010–11, 2012–13
- Siêu cúp bóng đá Nga (2): 2009, 2013

### Cá nhân
- Nằm trong danh sách 33 cầu thủ xuất sắc nhất giải vô địch Nga (3): 2009, 2010, 2013–14
- Cầu thủ trẻ xuất sắc nhất Giải bóng đá ngoại hạng Nga (1): 2009